# Kreuztal

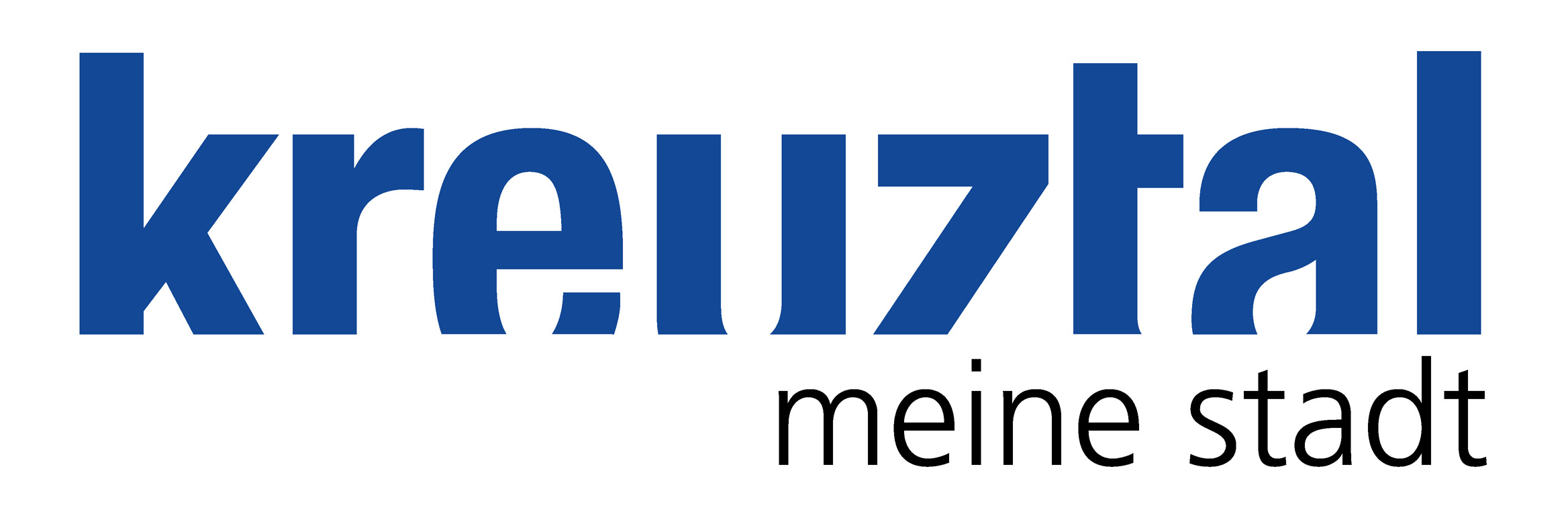
Logo der Stadt

Kreuztal ['kʀɔɪ̯ʦ.taːl] ist eine Stadt im Siegerland und gehört zum nordrhein-westfälischen Kreis Siegen-Wittgenstein.

## Geografie

### Geografische Lage
Kreuztal ist eine Stadt in Westfalen im Mittelgebirge des nördlichen Siegerlandes und liegt am westlichen Rand des Rothaargebirges.
Das Stadtgebiet wird von Osten kommend von der Ferndorf durchflossen. In der Stadtmitte (dem jüngsten Ort der 1969 am Reißbrett und zum größten Teil aus dem früheren „Amt Ferndorf“ neu gegründeten Stadt) schwenkt er dann nach Süden und verlässt das Stadtgebiet im Stadtteil Buschhütten.
Auf dem Stadtgebiet entspringt im Norden die Littfe. Sie durchfließt die Stadtteile Burgholdinghausen, Littfeld, Krombach, Eichen und Fellinghausen, bevor sie in der Stadtmitte in die Ferndorf mündet. Weitere Nebenbäche der Littfe sind der Langebach, der Heimkäuser Bach (Heimkause), die Breitenbach, der Krombach, der Stendenbach und der Bockenbach.
Im Westen der Stadt entspringt der Heesbach. Er durchfließt die Ortsteile Oberhees, Mittelhees, Junkernhees und Fellinghausen und mündet bei/unter der Fußgängerbrücke über B 54n (Hüttentalstraße) und Bahnlinie Siegen–Hagen (Ruhr-Sieg-Strecke) in die Littfe. Ein Nebenbach der Hees ist der Ostheldener Bach, welcher den Robertsweiher speist. Der Berghäuser Bach, der durch den Berghäuser Weiher fließt, mündet unterhalb des Robertsweihers in den Ostheldener Bach.
Die Täler der von Ost(nordost)en kommenden oberen Ferndorf, der von Nord(nordwest)en kommenden Littfe, des von West(südwest)en kommenden Heesbachs und der nach Süd(südost)en abfließenden Ferndorf bilden das namensgebende „Kreuztal“.

### Geologie
Das Stadtgebiet ist Bestandteil des Rheinischen Schiefergebirges. Der südlichste Stadtteil Buschhütten geht dabei in das sich südlich anschließende Durchbruchstal der Sieg über. Während der Untergrund von zahlreichen eisenhaltigen Gesteinsschichten durchzogen ist, wird die Oberfläche von lehmig-sandigen Verwitterungsböden geprägt.

### Ausdehnung des Stadtgebiets
Das Stadtgebiet erstreckt sich über eine Fläche von 70,96 km². Dieses gliedert sich wie folgt:
- 60,02 % Waldfläche
- 14,9 % landwirtschaftliche Nutzfläche
- 14,8 % Gebäude und Hofflächen
- 07,2 % Verkehrsflächen
- 03,1 % sonstige Flächen

Der höchste Punkt der Stadt ist der „Hohe Wald“ in Burgholdinghausen mit 655 m ü. NN, der niedrigste Punkt befindet sich in Buschhütten. Dort verlässt die Ferndorf auf einer Höhe von 260 m ü. NN das Stadtgebiet. Die Nord-Süd-Ausdehnung beträgt zwölf Kilometer, die Ost-West-Ausdehnung elf Kilometer.

### Nachbarstädte und -gemeinden
Die Stadt liegt im Nordwesten des Kreisgebietes und grenzt im Süden an die Kreisstadt Siegen, im Westen an Freudenberg (Siegerland), und Wenden (Sauerland), im Norden an Kirchhundem und Olpe und im Osten an Hilchenbach und Netphen. Geprägt wird die Stadt durch die Täler der Flüsse Ferndorf, Littfe und Hees, die zusammen ein kreuzförmiges Tal bilden.
Die höchste Erhebung der Stadt ist der Berg Hoher Wald mit 655 m ü. NN. Der Berggipfel ist allerdings nicht zugänglich, da er der Bundeswehr gehört. Weitere Berge sind:
- der Kindelsberg 617,9 m ü. NN (Wahrzeichen der Stadt),
- die Martinshardt 616,1 m ü. NN,
- der Birkhahn 604,5 m ü. NN,
- der Ziegenberg 521 m ü. NN,
- der Wilder Stein 478,9 m ü. NN,
- die Rodenull 436 m ü. NN,
- das Köpfchen 407,4 m ü. NN,
- der Pfaffenberg 398,7 m ü. NN,
- der Buberg, der Pühlsberg, der Krähenberg, der Altenhahn, der Löherhauberg, der Höhberg, der Rohberg, der Wolfshagen, der Mühlberg, der Mühlenkopf, der Kilgeshahn, der Siegerberg, der Kohlenberg, der Hohle Stein, der Dudeltätsch und der Heidlofsberg.

### Stadtgliederung

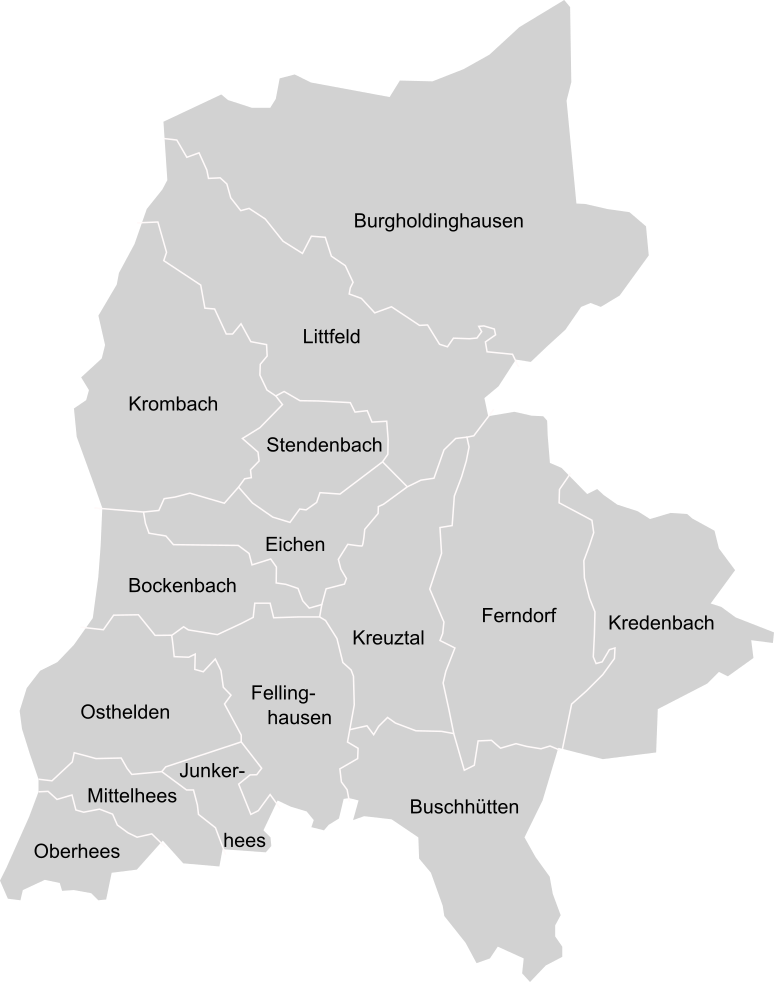
Kreuztaler Ortsteile

Die Stadt wird in die Stadtteile Burgholdinghausen, Littfeld, Krombach, Bockenbach, Eichen und Stendenbach im Norden, Kreuztal in der Mitte, Osthelden, Oberhees, Mittelhees, Junkernhees und Fellinghausen im Westen, Ferndorf und Kredenbach im Osten sowie Buschhütten im Süden unterteilt.
Bockenbach, Eichen und Stendenbach liegen auf der Gemarkung Eichen, Ober-, Mittel- und Junkernhees bilden die Gemarkung Hees; alle anderen Ortsteile bestehen genau aus ihrer Gemarkung.

## Geschichte
Die Stadt Kreuztal ist in der heutigen Form ein Ergebnis der kommunalen Neugliederung vom 1. Januar 1969. Sie entstand durch den Zusammenschluss der Gemeinden Burgholdinghausen, Buschhütten, Eichen (mit den heutigen Stadtteilen Stendenbach und Bockenbach), Fellinghausen, Ferndorf, Kredenbach (jedoch ohne den Ortsteil Neulohe), Kreuztal (der Stadtteil Kreuztal mit dem Ortsteil Ernsdorf), Krombach, Littfeld und Osthelden (mit dem zugehörigen Junkernhees) sowie der früher zum Amt Freudenberg gehörenden Gemeinden Oberhees und Mittelhees und auch eines kleinen Teilstücks der Gemeinde Dahlbruch. Dieser Zusammenschluss ging seinerzeit jedoch nicht ohne Proteste vonstatten, da sich manche Bürger die Frage stellten, wie sich wohl die Entwicklung des neuen Gemeinwesens vollziehen werde.
Die früher zum Amt Ferndorf gehörende Gemeinde Buchen wurde später der Kreisstadt Siegen, die Kredenbacher Flur Lohe z. T. Hilchenbach zugeschlagen.
Erste urkundliche Erwähnungen gehen auf das Jahr 1067 zurück. Dort findet man die Ortschaft „Berentraph“, den späteren Stadtteil Ferndorf. Er ist einer der ältesten im Siegerland genannten Orte. Ferndorf war bis zur Stadtgründung Namensgeber der Amtsverwaltung Ferndorf.
Der Ortsteil Ernsdorf findet als „Erinstorff“ erstmals 1417/19 urkundliche Erwähnung. Ernsdorf war zur Zeiten des Rheinbundes auch Sitz des Bürgermeisters.
Der heutige Name der Stadt taucht im Jahre 1826 als „Creuzthal“ im Taufbuch der Gemeinde Ferndorf auf.
Im 17./18. Jahrhundert zählt der heutige Stadtteil Littfeld mit 60 Häusern zum bevölkerungsreichsten Ort im Siegerland.
Aus einer Schenkwirtschaft mit Hausbrauerei um 1800 entstand im heutigen Ortsteil Krombach eine Brauerei, die bis 1896 im Besitz der Familie Haas blieb. 1922 übernimmt Bernhard Schadeberg die Hasbrauerei, später wird diese umbenannt zur Krombacher Brauerei; seit dieser Zeit ist die Familie Schadeberg Miteigentümer der Brauerei.
In der genossenschaftlichen Tradition der Hütten- und Hammergewerke entstand in Krombach 1831 ein Rohstahllager, dem die erste Sparkasse im Siegerland angeschlossen war.
Der Bau der Eisenbahn war eine Initialzündung für den Ort. Im Jahre 1861 wurde die Ruhr-Sieg-Strecke eröffnet. 1865 entschied die Amtsvertretung, dass das Amtshaus gegen den Protest der Vertreter aus Ferndorf, Kredenbach und Buchen nicht in Ferndorf, sondern in der Nähe des Bahnhofs Kreuztal zu errichten sei. Im Jahr 1867 nahm der Cöln-Müsener Bergwerks-Actien-Verein in Langenau die Kreuztaler Hütte in Betrieb, die 1917 eine Jahresproduktion von 130.000 Tonnen Roheisen erreicht. Zu einem Eisenbahnknoten wurde Kreuztal ab dem Jahre 1880. Bis zum Jahre 1888 wurde stufenweise die Nebenstrecke in Richtung Erndtebrück–Bad Laasphe–Marburg (Bahnstrecke Kreuztal–Cölbe) gebaut. Die erste Teilstrecke Kreuztal-Hilchenbach wurde am 1. März 1884 eröffnet. Geplant war auch der Bau einer Strecke Kreuztal–Olpe–Meinerzhagen, die jedoch nur in Ansätzen bis zum Ort Krummenerl verwirklicht wurde.
1888 wurde die Eichener Brauerei im Familienbetrieb gegründet und war in der Vergangenheit stets eng mit dem Eichener Walzwerk verknüpft.
Am 17. März 1928 wurde die Gemeinde Ernsdorf in Kreuztal umbenannt.
1951 begann die Siebau, eine damalige SAG-Tochter, mit der Fertigung von Hallenbauten, 1959 begann die Firma mit der Herstellung von Garagentoren.

### Bauentwicklung im Stadtgebiet
- 1960: Einweihung der Otto-Flick-Halle, einer Mehrzweckhalle für Sport und Veranstaltungen
- 1963: Einweihung der evangelischen Kreuzkirche
- 1963: Bau des evangelischen Krankenhauses in Kredenbach
- 1968: Beginn der Bauarbeiten für das Wohngebiet Fritz-Erler-Siedlung
- 1973: Einweihung eines Seniorenzentrums in der Innenstadt
- 1977: Kreuztal hat ein modernes Kaufcenter[4]
- 1991: Tiefgarage im Zentrum mit 87 Einstellplätzen (Kostenvolumen 1,4 Mio. Euro)
- 1992: Rathauserweiterung und -aufstockung (1,6 Mio. Euro)
- 2007: Umbau Bahnhofsgebäude zu Kulturbahnhof (2,1 Mio. Euro)
- 2015: Fertigstellung des Umbaus und Umzug der Bibliothek

### Einwohnerentwicklung
| Datum         | Einwohner |
| ------------- | --------- |
| 31. Dez. 1962 | 25.791    |
| 31. Dez. 1965 | 27.031    |
| 31. Dez. 1970 | 28.952    |
| 31. Dez. 1975 | 30.473    |
| 31. Dez. 1980 | 30.219    |
| 31. Dez. 1985 | 29.012    |
| 31. Dez. 1990 | 30.885    |
| 31. Dez. 1995 | 32.243    |
| 31. Dez. 2000 | 32.099    |

| Datum         | Einwohner |
| ------------- | --------- |
| 31. Dez. 2001 | 32.127    |
| 31. Dez. 2002 | 31.970    |
| 31. Dez. 2003 | 31.864    |
| 31. Dez. 2004 | 32 042    |
| 31. Dez. 2005 | 31.939    |
| 31. Dez. 2006 | 31.771    |
| 31. Dez. 2007 | 31.661    |
| 31. Dez. 2008 | 31.300    |
| 31. Dez. 2009 | 31.081    |

| Datum         | Einwohner |
| ------------- | --------- |
| 31. Dez. 2010 | 30.995    |
| 31. Dez. 2011 | 30.792    |
| 31. Dez. 2012 | 30.827    |
| 31. Dez. 2013 | 30.899    |
| 31. Dez. 2014 | 31.067    |
| 31. Dez. 2015 | 31.500    |
| 31. Dez. 2016 | 31.082    |
| 31. Dez. 2017 | 31.017    |
| 31. Dez. 2019 | 31.122    |

Die Daten vor 1977 wurden auf den Gebietsstand vom 1. Juli 1976 umgerechnet. Quelle: Landesdatenbank NRW

### Ehrenbürger Friedrich Flick
Aufsehen erregte in den 1980er Jahren ein Artikel des Nachrichtenmagazins Der Spiegel, der von Kreuztal als der „gekauften Stadt“ sprach. Der Großindustrielle Friedrich Flick hatte seit 1932 die NSDAP mit Spenden unterstützt, war ihr dann beigetreten und seit 1934/35 Mitglied im Freundeskreis Reichsführer SS. Er wurde zu einem der größten Rüstungsproduzenten und -profiteure. Er erwarb in großem Maßstab durch Arisierung jüdische Unternehmen und setzte „in gigantischem Umfang“ Zwangsarbeiter ein. Im Nürnberger Fall V, dem nach ihm benannten „Flick-Prozeß“ (mit u. a. einem weiteren Kreuztaler und einem Dahlbrucher Unternehmer auf der Anklagebank), wurde er 1947 wegen Sklavenarbeit, Verschleppung zur Sklavenarbeit, Ausplünderung der besetzten Gebiete und Teilnahme an Verbrechen der SS zu sieben Jahren Haft verurteilt. 1950 wurde er vom US-Hochkommissar McCloy im Rahmen einer allgemeinen Haftverkürzung für besonders belastete NS-Verbrecher entlassen. Ein Eingeständnis einer moralischen oder politischen Schuld oder auch nur einer „Verstrickung“ in die nationalsozialistischen Verbrechen hat er stets verweigert.
1954 wurde er mit den Stimmen von CDU, SPD und des Bundes der Heimatvertriebenen und Entrechteten (BHE) Ehrenbürger der Stadt Kreuztal. Zudem war bis 2008 das in den 1970er Jahren begründete städtische Gymnasium nach ihm benannt („Friedrich-Flick-Gymnasium“, kurz FFG), für das er steuerbegünstigt drei Millionen DM über eine Stiftung spendete, die durch Käufe in seinen Firmen verausgabt werden mussten.
Die Namensgebung erzeugte auf dem besonderen biographischen Hintergrund Friedrich Flicks eine ständige Kritik, die in regelmäßigen Abständen zu intensiven Diskussionen anwuchs und Resonanz auch weit über die Grenzen der Stadt hinaus fand. Autoren wie Lea Rosh und Bernt Engelmann beteiligten sich daran. Die meisten an der Schule unterrichtenden Pädagogen schwiegen oder lehnten wie auch die Schulleitung eine Namensänderung explizit ab. Eine Mehrheit im Rat aus CDU, FDP und Vertretern der SPD (29:16) lehnte noch 1989 ein vor allem außerparlamentarisches Verlangen und einen Antrag der Grünen auf Umbenennung in „Janusz-Korczak-Schule“ ab. Bei einem Besuch von Ignatz Bubis 1994 erklärte dieser, Flick habe versucht, mit seinem Geld seinen Namen reinwaschen zu wollen. Ihm, Bubis, wäre es niemals möglich, seine Tochter auf eine Schule zu schicken, die nach Friedrich Flick benannt ist. Eine Reportage zur Rolle Flicks im kulturellen Leben der Stadt Kreuztal wurde 2005 mit dem Georg von Holtzbrinck Preis für Wirtschaftspublizistik in der Kategorie Nachwuchs ausgezeichnet. Erst 2007/2008 flammte die Diskussion erneut auf. Einen neuen Impuls brachten ehemalige Schüler ein, die im kritischen Rückblick eine Initiative „Flick ist kein Vorbild“ gründeten, über die auch überregionale Medien berichteten.
Nach monatelanger Diskussion entschied der Rat der Stadt Kreuztal am 6. November 2008, das Gymnasium in „Städtisches Gymnasium Kreuztal“ umzubenennen.

## Politik

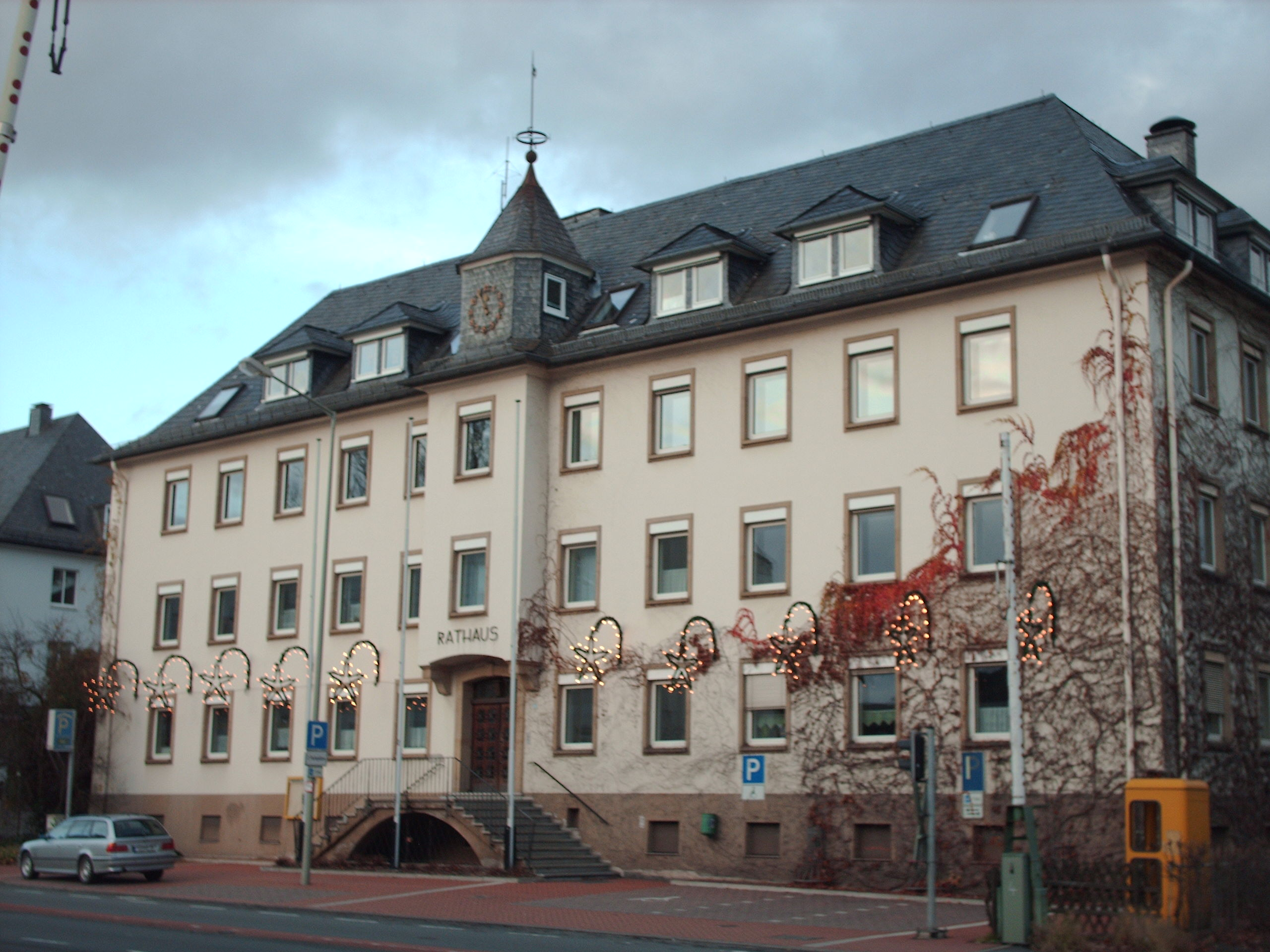
Rathaus

### Stadtrat
Nach den vergangenen vier Kommunalwahlen setzt sich der Stadtrat wie folgt zusammen:
|      | SPD | CDU | GRÜNE | FDP | UWG | Gesamt |
| ---- | --- | --- | ----- | --- | --- | ------ |
| 2020 | 17  | 12  | 7     | 3   | 3   | 42     |
| 2014 | 19  | 11  | 4     | 2   | 2   | 38     |
| 2009 | 16  | 12  | 5     | 3   | 2   | 38     |
| 2004 | 14  | 16  | 3     | 2   | 3   | 38     |

### Bürgermeister
- 1969–1975 Erhard Neef (CDU)
- 1975–1980 Hilmar Selle (SPD)
- 1981–1994 Karl-Heinz Thomas (SPD)
- 1994–1999 Helmut Nölling (SPD)
- 26. September 1999 – 20. Oktober 2009 Rudolf Biermann (CDU)
- seit 21. Oktober 2009 Walter Kiß (SPD)

### Wappen, Flagge und Banner

Flagge der Stadt Kreuztal

Banner der Stadt Kreuztal

| Wappen von Kreuztal | Blasonierung: „Geteilt von Gold und Blau; oben ein waagerechtes blaues Hifthorn mit links befindlichem Mundstück und Riemen, unten ein goldener Schragen.“ |
| Wappen von Kreuztal | Das Wappen der Stadt ist in zwei Bereiche unterteilt. Im oberen Bereich befindet sich das alte Stadtwappen der Gemeinde Kreuztal-Ferndorf, ein Hifthorn. Es ist zugleich das Symbol des Fürstenhauses Nassau-Oranien und somit ein Hinweis auf die Vergangenheit der Stadt. Der untere Teil ist die stilisierte Form der Stadt, ein sich kreuzendes Tal. Gold (Orange) ist die Farbe Oraniens, Blau die des ehemaligen Fürstentums Nassau. |

Die Stadtflagge, das Stadtbanner und auch das Wappen wurden am 12. November 1970 genehmigt und werden wie folgt beschrieben: Flagge: „Gold/Blau im Verhältnis 1:1 längsgestreift, mit dem, Stadtwappen in der Mitte.“, Banner: „Gold/Blau im Verhältnis 1:1 längsgestreift, mit dem Stadtwappen in der oberen Hälfte.“

### Städtepartnerschaften
Partnerstädte sind seit 1991 die Stadt Nauen in Brandenburg und seit 1967 die Gemeinde Ferndorf in Kärnten/Österreich. Mit der Stadt Skoczów in Polen werden seit dem Jahr 2003 freundschaftliche Beziehungen gepflegt.

## Kultur und Sehenswürdigkeiten

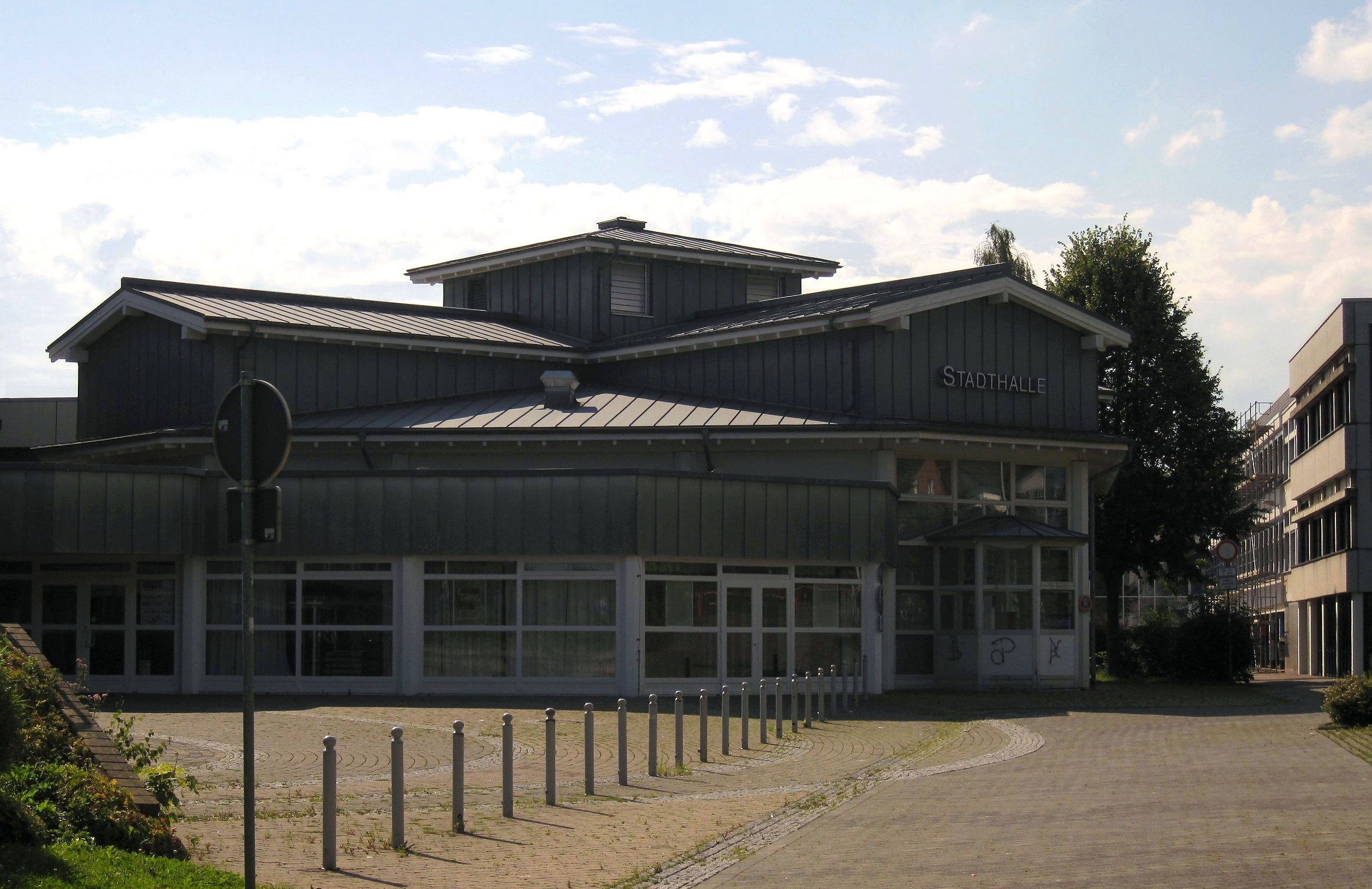
Stadthalle

### Theater
In der im Schulzentrum gelegenen, 1989/90 erbauten Stadthalle wurde ein breit gefächertes und abwechslungsreiches Kulturprogramm angeboten. Darüber hinaus fanden in jedem Jahr auch Veranstaltungen, wie z. B. Theateraufführungen der Schulen dort statt. Die Stadthalle wurde im Mai 2022 kurz vor Fertigstellung umfangreicher Sanierungsarbeiten durch einen Brand vollständig zerstört.

### Museen
Im Stadtteil Ferndorf befindet sich das Heimatmuseum. Hier werden auf etwa 200 m² Fläche Funde aus der Vor- und Frühgeschichte, sowie Erzeugnisse des heimischen Handwerkes und Zeugnisse der Wohnkultur aus dem 17. und 18. Jahrhundert ausgestellt.

### Bauwerke/Denkmäler

#### Kulturbahnhof
Nachdem die Stadt Kreuztal den Bahnhof in Kreuztal von der Deutschen Bahn erworben hatte, baute sie ihn zu einem sogenannten „Kulturbahnhof“ um. In dem Gebäude sind nunmehr sowohl Ateliers der Künstler Annette Besgen und Ulrich Langenbach als auch eine Ausstellungsfläche vorhanden.

#### Kindelsbergturm

Kindelsbergturm

Auf dem zweithöchsten Berg im Stadtgebiet thront in 617,9 m ü. NN der 22 m hohe Kindelsbergturm. Er wurde im Jahre 1907 vom Sauerländischen Gebirgsverein (SGV) erbaut und erfuhr im Laufe seiner Geschichte weitere Umbauten. Von dort hat man einen Blick über das Stadtgebiet und kann bei guten Wetterverhältnissen bis in das Siebengebirge bei Bonn sehen.

#### Schloss Junkernhees

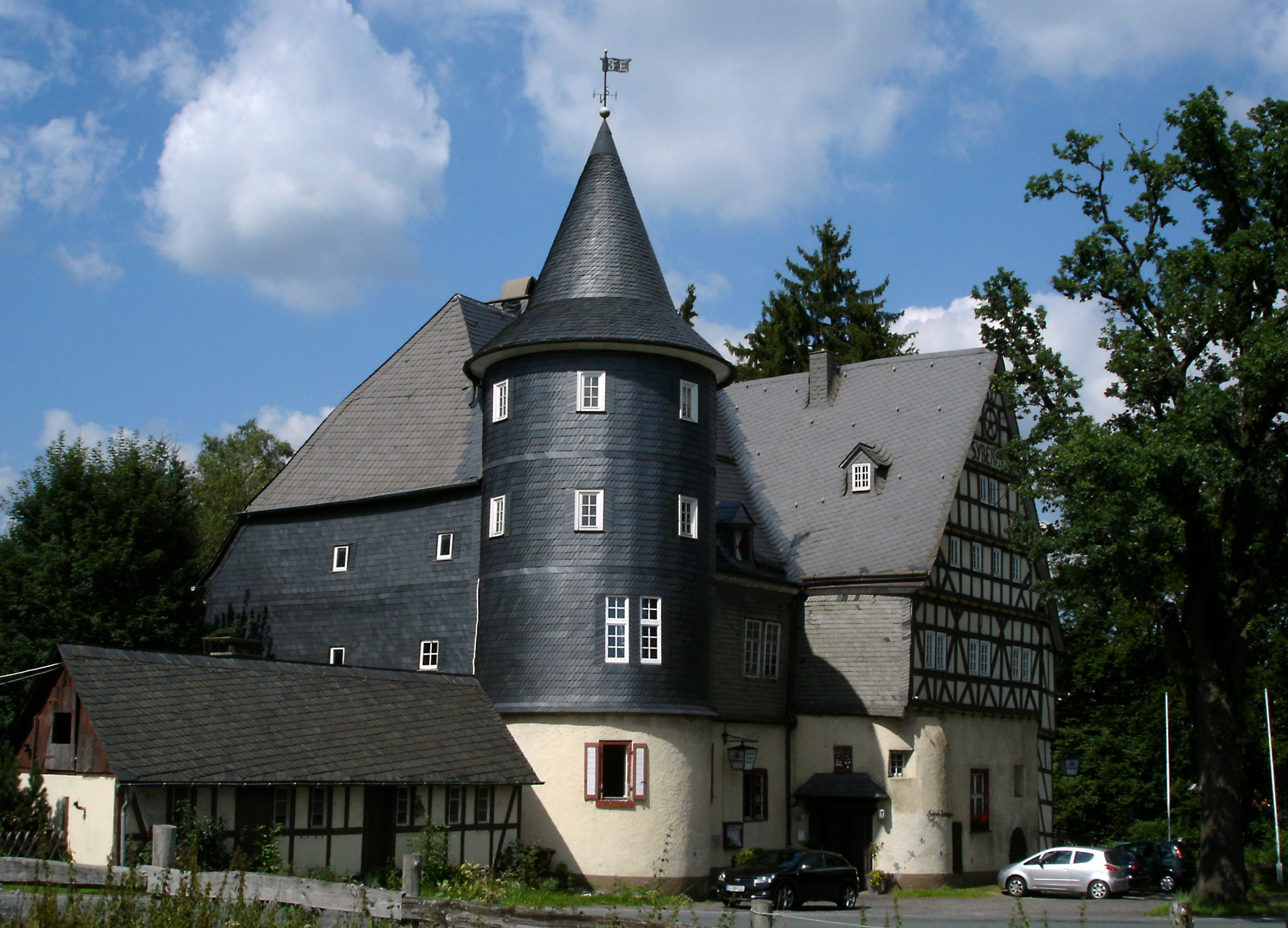
Schloss Junkernhees

Das Schloss Junkernhees, ein Renaissance-Kleinod des Siegerlandes, ist eines der bedeutendsten weltlichen Baudenkmäler im Siegerland und wurde ursprünglich im Jahre 1523 von Ritter Adam von der Hees als Wasserschloss erbaut. Im Jahre 1698 wurde es um einen Fachwerkgiebel erweitert, die Rekonstruktion des Rundturms erfolgte 1999. Als Nebengebäude sind die ehemalige Brandweinbrennerei und die ehemalige Mühle aus dem Jahre 1796 erhalten.

#### Evangelische Kirche Ferndorf

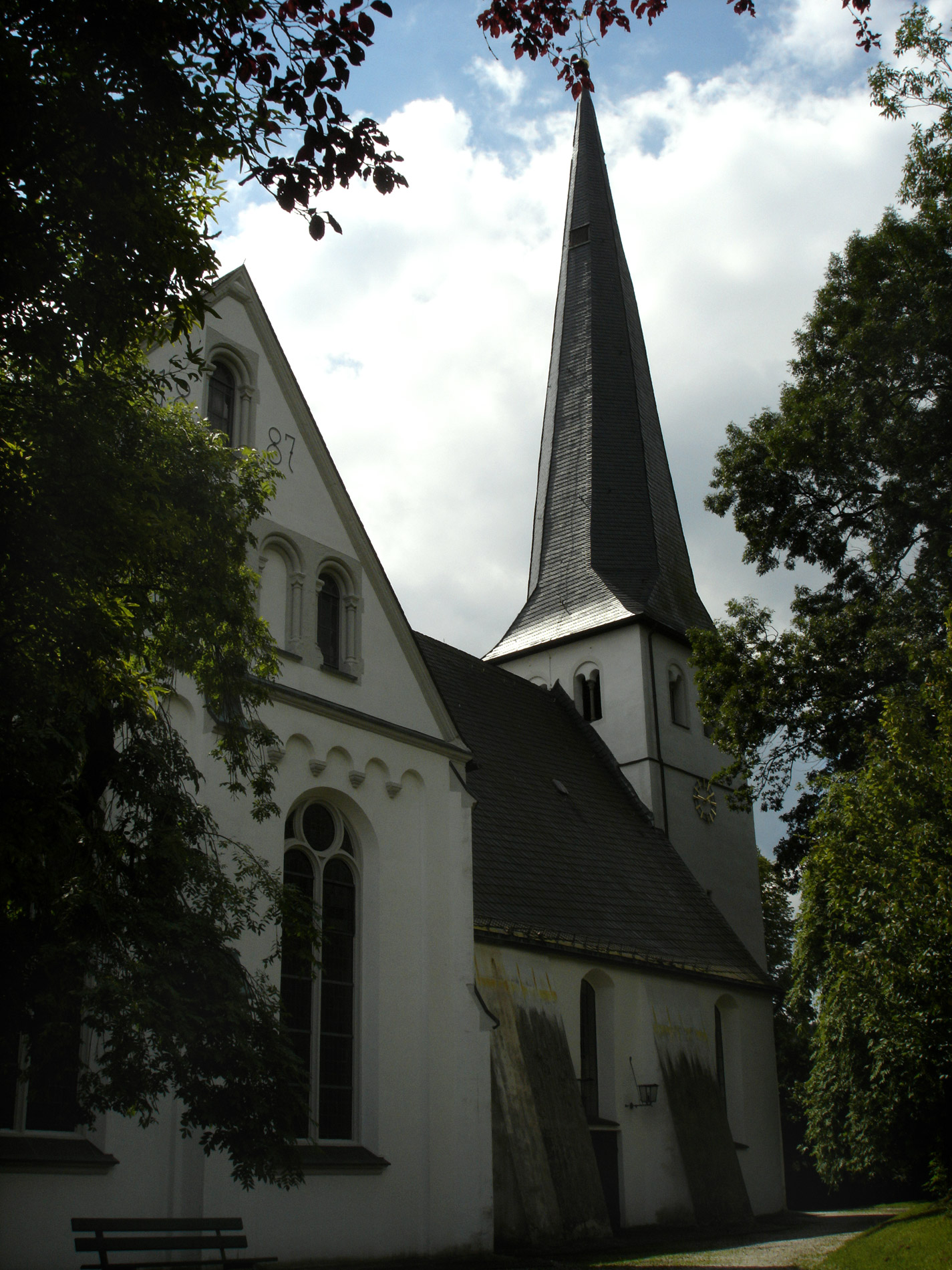
Ev. Kirche Ferndorf

Erbaut wurde die St.-Laurentius-Kirche in der ersten Hälfte des 13. Jahrhunderts. Es handelt sich um einen spätromanischen westfälischen dreischiffigen Hallenbau mit einem Westturm und einem dreijochigen Langhaus. Der Chor wurde 1887 durch einen Neubau mit Querschiff (zweijochig) ersetzt. Im Inneren befindet sich ein Grabepitaph (Renaissance, Eisenguss) mit Inschrift und Jahreszahl 1559 des Ritters Velten von der Hees.

#### Evangelische Kirche Krombach

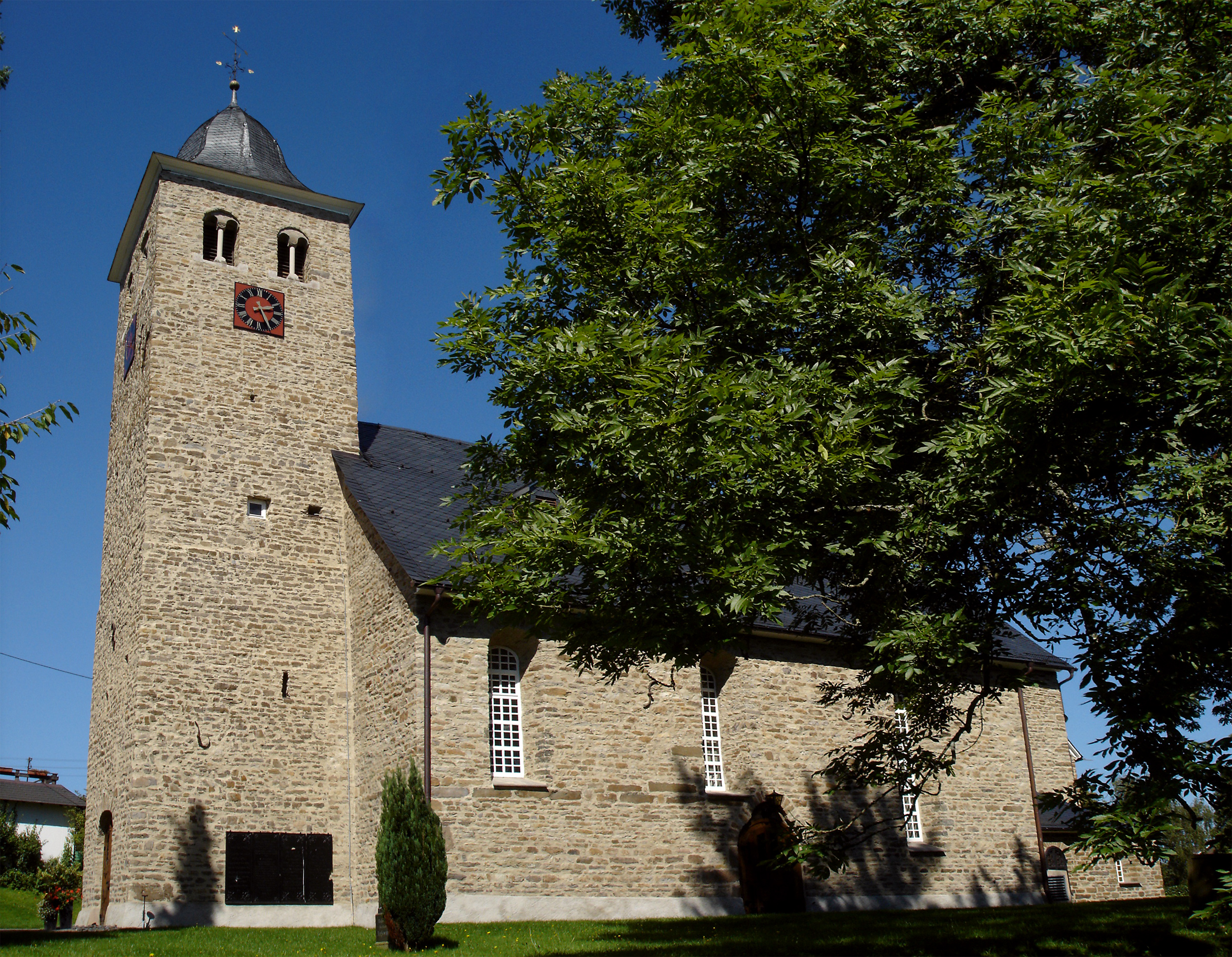
Ev. Kirche Krombach

Erbaut wurde die Kirche um 1250 als St. Ludgerus. Es handelt sich um einen einfachen spätromanischen Hallenbau mit kräftigem Westturm. Der Hauptchor ist einjochig mit halbrunder Apsis, das Langhaus zweieinhalbjochig. Schwere Viereckpfeiler tragen im Mittelschiff kuppelige Gratgewölbe zwischen spitzbögigen Gurten. Die Kanzel mit geschnitzten Füllungen stammt aus dem Jahr 1764 und der Altartisch aus dem Jahr 1781. Der heutige Turm mit der sog. „Welschen Haube“ wurde 1706 errichtet, nachdem sein Vorgänger durch einen Blitzschlag zerstört wurde. Im Turm der Krombacher Kirche befinden sich drei Glocken, die Katharinen- oder Mittagsglocke (ca. 13. Jahrhundert), die Sturmglocke gestiftet durch Johann Moritz von Nassau-Siegen (17. Jahrhundert) sowie die Totenglocke, die im 19. Jahrhundert ersetzt werden musste.

#### Dreslers Park

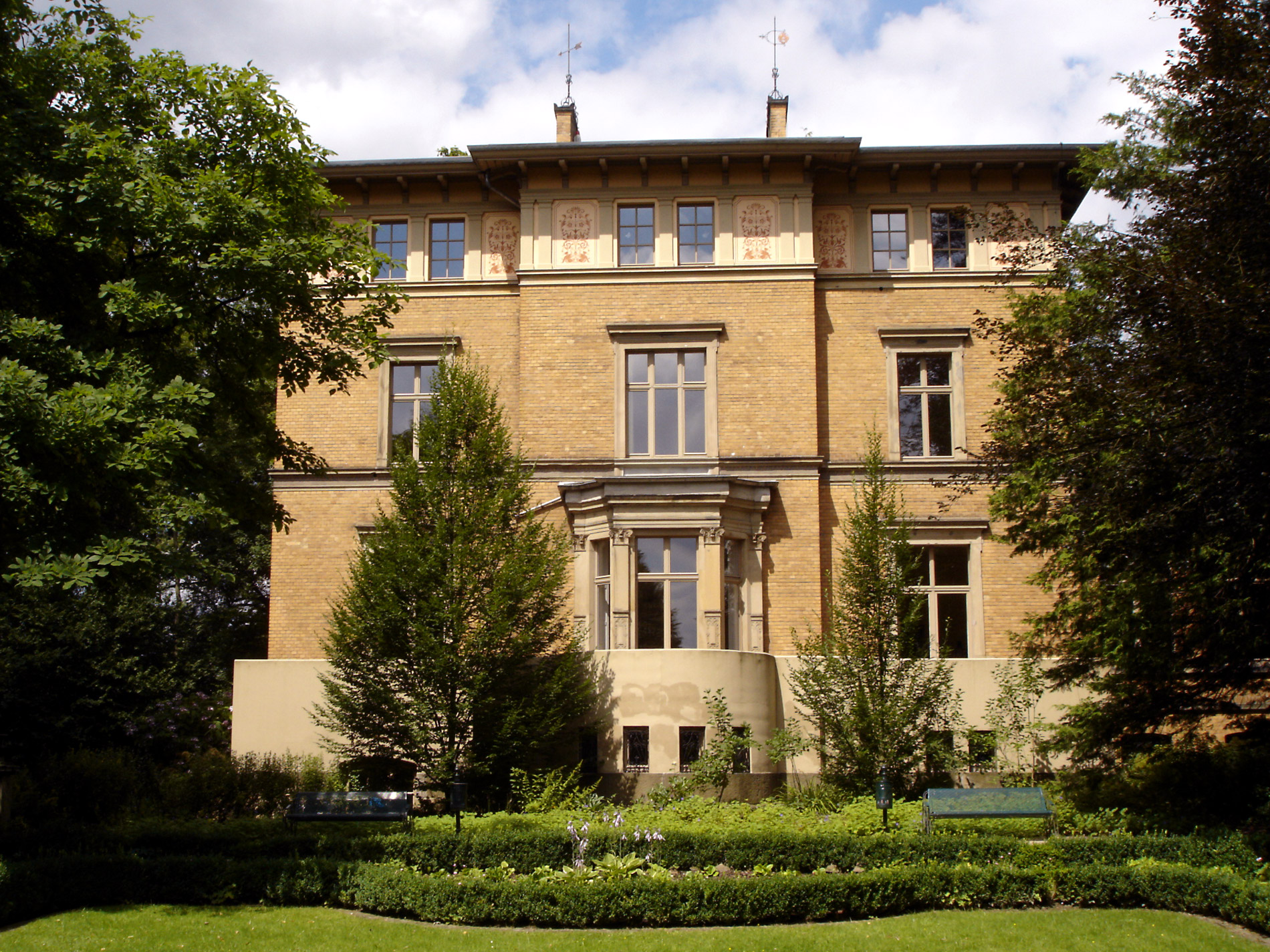
Gelbe Villa im Dreslers Park

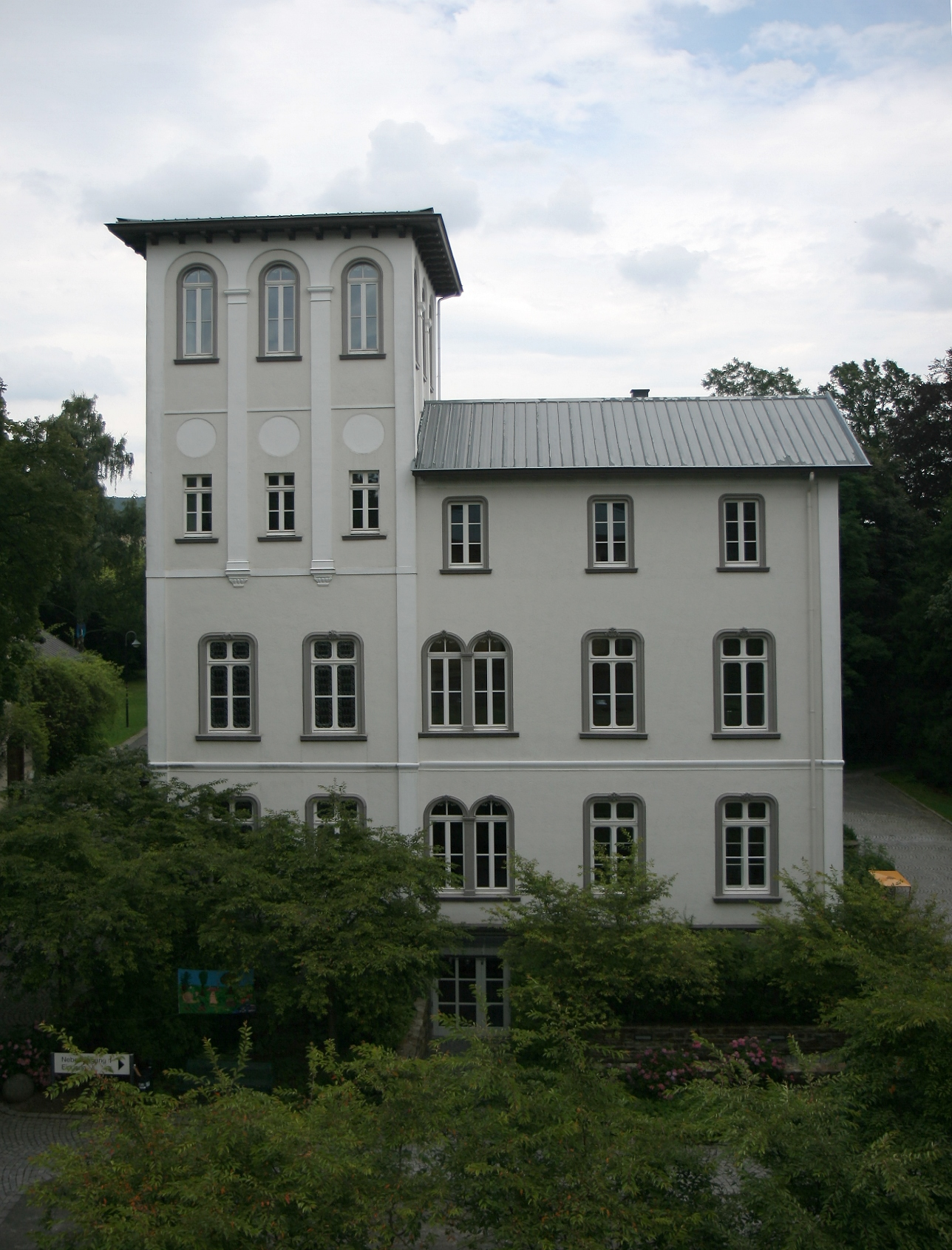
Weiße Villa im Dreslers Park

Das nach der Fabrikantenfamilie „Dresler“ benannte Parkgelände beherbergt heute das Bürger- und Kulturzentrum mit dem Stadtarchiv. Die Gebäude „Gelbe Villa“ – eine Wohnvilla im Stil eines florentinischen Renaissancepalazzo –, „Weiße Villa“ – ein historistischer verputzter Backsteinbau mit einzigartigen Ausstattungsdetails – sowie „Wagenremise“ (heute Kindertagesstätte), „Kutscherhaus“ (heute Gaststätte), „Musikpavillon“ und „Gartenhaus“, wurden zwischen 1860 und 1880 erbaut. Seit 2011 findet hier der Kreuztaler Weihnachtsmarkt unter dem Motto „Lichterglanz im Park“ statt. Die Lichteffekte verschiedener Elemente des Parks mittels moderner Technik, aber auch mit offenen Feuerstellen, vermitteln dem Besucher eine romantische Adventsstimmung, die zum gemütlichen Verweilen einlädt und zum Staunen animiert.

#### Altenberg
Auf dem Altenberg zwischen dem Stadtteil Littfeld und dem Hilchenbacher Stadtteil Müsen befinden sich Siedlungs-, Bergbau- und Verhüttungsreste aus dem 13. Jahrhundert (Bergbauwüstung Altenberg). Ein beschilderter Rundwanderweg führt durch diese ehemalige Bergbausiedlung. Funde werden im Bergbaumuseum in Hilchenbach-Müsen ausgestellt.

#### Windrad „Ewiger Fuhrmann“
Der „Ewige Fuhrmann“ ist mit rund 150 m Höhe eines der höchsten Windräder der Welt. Der Rotor weist einen Durchmesser von circa 66 m auf. Der Turm besteht aus Stahlfachwerk und wiegt etwa 145 Tonnen. Allein das Maschinenhaus hat ein Gesamtgewicht von 63 Tonnen.

#### Kronprinz-Friedrich-Wilhelm-Erbstollen
In der Stadtmitte ist der ehemalige Eingangsbereich des Kronprinz-Friedrich-Wilhelm-Erbstollens zu sehen. Der Stollen wurde von 1826 bis 1876 vorangetrieben, um den Bergleuten das Einfahren in das Müsener Revier zu verkürzen und stellte in Verbindung mit dem Stahlberger Erbstollen eine 5145 m lange untertägige Verbindung zwischen Ernsdorf und Müsen her. Seit dem Ende des Müsener Erzbergbaus 1931 diente er der Wasserversorgung der Gemeinde Kreuztal bis ins Jahr 1956. Im Zweiten Weltkrieg gab er bei Luftangriffen der Bevölkerung Schutz. Gegenüber befindet sich das um 1865 erbaute und als „Bethaus“ genutzte sog. Stollenhaus, in dem heute eine Nebenstelle der Stadtverwaltung untergebracht ist.

#### Gasthof Hambloch
Der frühere Gasthof Hambloch liegt im Stadtteil Krombach und kann auf eine mehrere hundert Jahre alte Tradition zurückblicken. Er diente früher als Vorspannstation für die Pferdefuhrwerke, die den Fernhandel von Frankfurt am Main nach Soest und von Wipperfürth in die Niederlande bestimmten. Heute befindet sich eine Gastwirtschaft in dem Gebäude.
Neben diesen beispielhaft beschriebenen Bauwerken sind viele Spuren menschlichen Lebens und Schaffens im Boden verborgen. Für den Laien mit bloßem Auge häufig kaum erkennbar, sind die 16 in die Denkmalliste eingetragenen ortsfesten Bodendenkmäler in Kreuztal. Diese werden in der Regel auf Veranlassung des Westfälischen Museums für Archäologie unter Schutz gestellt.
So z. B. der „Schlag am Heerweg“ in der Gemarkung Hees. Er war ein Teil der äußeren „Siegener Landwehr“. Darunter versteht man Wallanlagen, die ein Land abgrenzen. Sie wurden vom 14. bis ins 17. Jahrhundert genutzt. Die Verschanzung des „Schlages“ besteht aus mehreren Erdwällen, die im Gelände noch gut zu erkennen sind.

### Landwirtschaft

#### Historischer Hauberg
Der Historische Hauberg in Fellinghausen zeigt die Form der traditionellen Waldnutzung im Siegerland. Die Waldgenossenschaft hat sich in dem Projekt verpflichtet, eine etwa 24 ha große Fläche aus ihrem Waldbesitz in der alten Form der Waldbewirtschaftung (historische Haubergsnutzung) fortzuführen, um auf diese Weise einen Beitrag zur Traditionspflege zu leisten. Regelmäßige Führungen für Schulklassen, Vereine oder Privatgruppen werden unter der Regie der Waldgenossenschaft Fellinghausen in Zusammenarbeit mit dem Forstamt Hilchenbach durchgeführt.

### Sport
Kreuztal zeichnet sich durch ein besonders breit gefächertes sportliches Vereinsleben aus. Nahezu jede Sportart wird in den 52 im Landessportbund organisierten Vereinen angeboten. Es gibt folgende kommunale Sport- und Freizeiteinrichtungen: 5 Mehrzweckhallen, 12 Sporthallen (darunter eine Dreifachhalle mit 700 Tribünenplätzen), 7 Sportplätze, 5 Freibäder (darunter 1 Warmwasserfreibad), 35 Spiel- und 19 Bolzplätze. Hinzu kommen weitere Anlagen in Vereinseigenregie, darunter ein Reitzentrum. Im Heestal liegt ein 18-Loch-Golfplatz.

### Regelmäßige Sport-Veranstaltungen
- Am ersten Sonntag im Mai: Triathlon des TV Germania Buschhütten 1885. Inzwischen zählt dieser Triathlon zu den wichtigsten in Deutschland.
- Mitte Mai: Offene Tischtennis-Stadtmeisterschaften der Stadt Kreuztal, Ausrichter TuS Ferndorf. Seit 14 Jahren bundesoffenes Turnier (Stand 2016)
- Anfang September: Der Kindelsberglauf des TV Eichen. Der Lauf gehört der Rothaar-Laufserie an.

## Religionen

### Konfessionsstatistik
Gemäß der Volkszählung 2011 waren 55,1 % der Einwohner evangelisch, 18,0 % römisch-katholisch und 26,9 % waren konfessionslos, gehörten einer anderen Glaubensgemeinschaft an oder machten keine Angabe. Die Zahl der Katholiken und vor allem die der Protestanten ist seitdem gesunken. Jahresende 2021 hatte Kreuztal 31.280 Einwohner, 42,8 % Protestanten, 15,7 % Katholiken und 41,5 % hatte entweder eine andere oder gar keine Religionszugehörigkeit. Am 31. Dezember 2018 waren insgesamt 14.564 (47,0 %) Personen evangelischen und 5.268 (17,0 %) römisch-katholischen Glaubens. 11.103 (36,0 %) Personen gaben ein anderes Glaubensbekenntnis an oder waren konfessionslos.

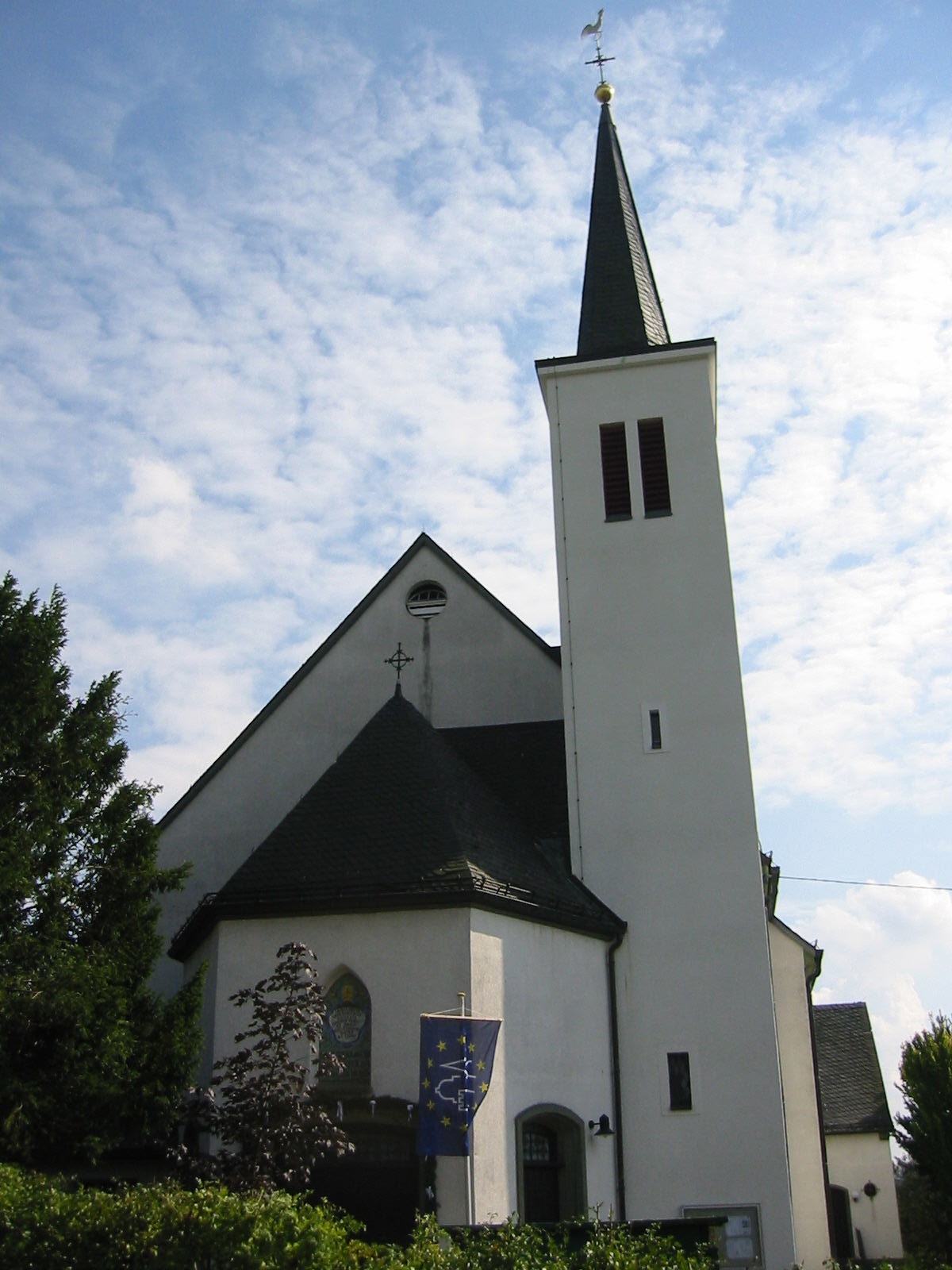
St. Johanneskirche

### Evangelische Kirche
Auf dem Gebiet der Stadt Kreuztal bestehen die Kirchengemeinden Buschhütten, Ferndorf/Kredenbach, Kreuztal und Eichen/Krombach/Littfeld. Gemeinsam mit den Gemeinden aus Müsen und Hilchenbach bilden sie die „Region 7“ im Evangelischen Kirchenkreis Siegen mit insgesamt zwölf Pfarrstellen. Bedeutende Kirchen stehen in Krombach und Ferndorf.

### Katholische Kirche
Eine katholische Gemeinde gibt es seit dem Jahr 1877 in Kreuztal. Wenig später, im Jahr 1880 erwirbt diese Gemeinde ein Grundstück am Dörnberg in Bahnhofsnähe, im Jahr 1887 wird eine katholische Schule gegründet. Zu Beginn des 20. Jahrhunderts erfolgt im Jahr 1904 die Grundsteinlegung und im Folgejahr die Weihe der St. Johanneskirche. Nach dem Ersten Weltkrieg wird die Kirchengemeinde St. Johannes 1920 selbständig. Zudem gibt es eine weitere Gemeinde für die Stadtteile Krombach, Littfeld und Eichen.

### Islamische Gemeinde
In Kreuztal befindet sich eine „Fatih-Moschee“, eingerichtet im früheren Hauptgebäude der Deutschen Post.

### Sonstige religiöse Gemeinschaften
- Neuapostolische Kirche
- Evangelische Gemeinschaft
- Siegerland Volksmission

## Wirtschaft und Infrastruktur

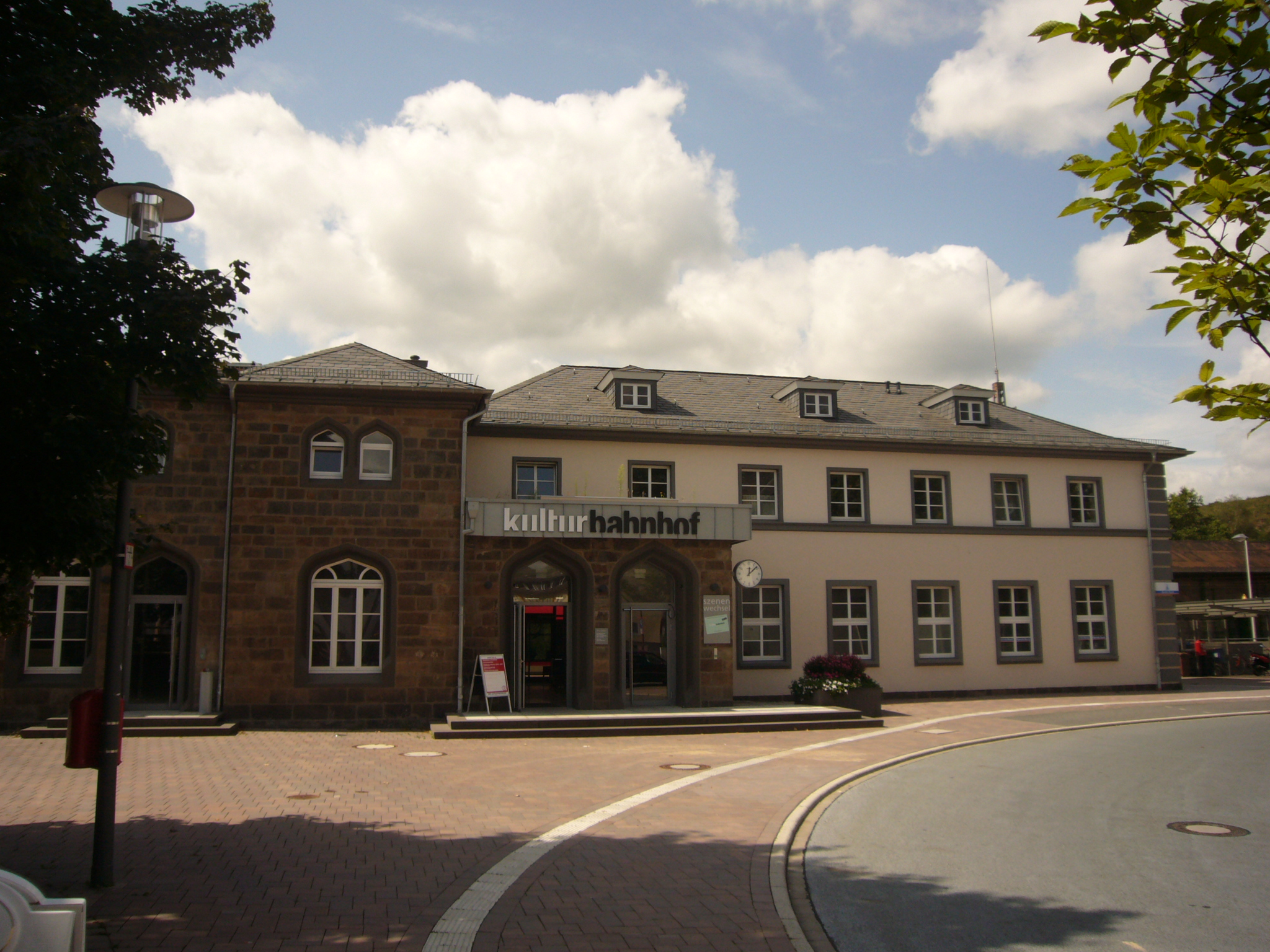
Kulturbahnhof Kreuztal

### Verkehr
Das Stadtgebiet wird in Nord-Süd-Richtung von der B 54 durchquert. Sie ist als Stadtautobahn ausgebaut und trägt den Namen Hüttentalstraße. Sie schließt die Stadt in südlicher Richtung an das Oberzentrum Siegen und die A 45 an. Am 23. Juni 2006 wurde die Verlängerung der B 54 bis zur Krombacher Höhe nördlich des Stadtteils Krombach für den Verkehr freigegeben. Von dort wurde am 1. Dezember 2006 ein Anschluss über die A 4 zum Autobahnkreuz Olpe-Süd hergestellt.
In östlicher Richtung verlaufen die B 508 in Richtung Hilchenbach und die B 517 in Richtung Kirchhundem und Lennestadt.
Parallel zu den Bundesstraßen verlaufen auch die Schienenwege. In Nord-Süd-Richtung verläuft die Ruhr-Sieg-Strecke, in West-Ost-Richtung die Bahnstrecke Kreuztal–Cölbe durch das Wittgensteiner Land Richtung Marburg. Auf dem Stadtgebiet liegen sechs Bahnhöfe, beziehungsweise Haltepunkte der Bahn (Stand 2003). Der zentrale Bahnhof liegt im Stadtteil Kreuztal. Haltepunkte gibt es in Littfeld, Eichen, Ferndorf und Kredenbach. Der Bahnhof des Hilchenbacher Stadtteils Dahlbruch liegt ebenfalls auf dem Stadtgebiet von Kreuztal. Zudem gibt es hier den einzigen Rangierbahnhof (Kreuztal Güterbahnhof) in Südwestfalen. An den Rangierbahnhof Kreuztal angeschlossen liegt der einzige Containerbahnhof der Region. Dieser liegt im Stadtteil Langenau und bedient nach Aufgabe seiner überregionalen Funktionen den regionalen Güterverkehr des Sauer- und Siegerlandes. Von und nach Kreuztal Gbf verkehren über den überregionalen Rangierbahnhof Hagen-Vorhalle Güterzüge zu allen per Bahn erreichbaren Zielen.
Bis zum 29. Mai 1952 verkehrten in der Stadt auch Straßenbahnen der aus Siegen kommenden Linie 1 der Siegener Kreisbahn GmbH. Diese ist zudem Eigentümerin des Industriestammgleises Kreuztal – Buschhütten, welches parallel zur Ferndorf an der Westseite des Tals verläuft.
Die Stadt ist über zahlreiche Regionalbuslinien mit den umliegenden Städten verbunden. Seit 1998 verkehrt in Kreuztal der erste Bürgerbus in Südwestfalen. In Regionalzügen und Bussen gilt der Tarif der Verkehrsgemeinschaft Westfalen-Süd.
Kreuztal ist aus der Luft über den Flughafen Siegerland im Süden des Kreises zu erreichen.

### Ansässige Unternehmen
- Krombacher Brauerei
- ThyssenKrupp
- ZF Friedrichshafen
- Blefa
- Achenbach Buschhütten
- Heinrich Georg Maschinenfabrik

## Bildung

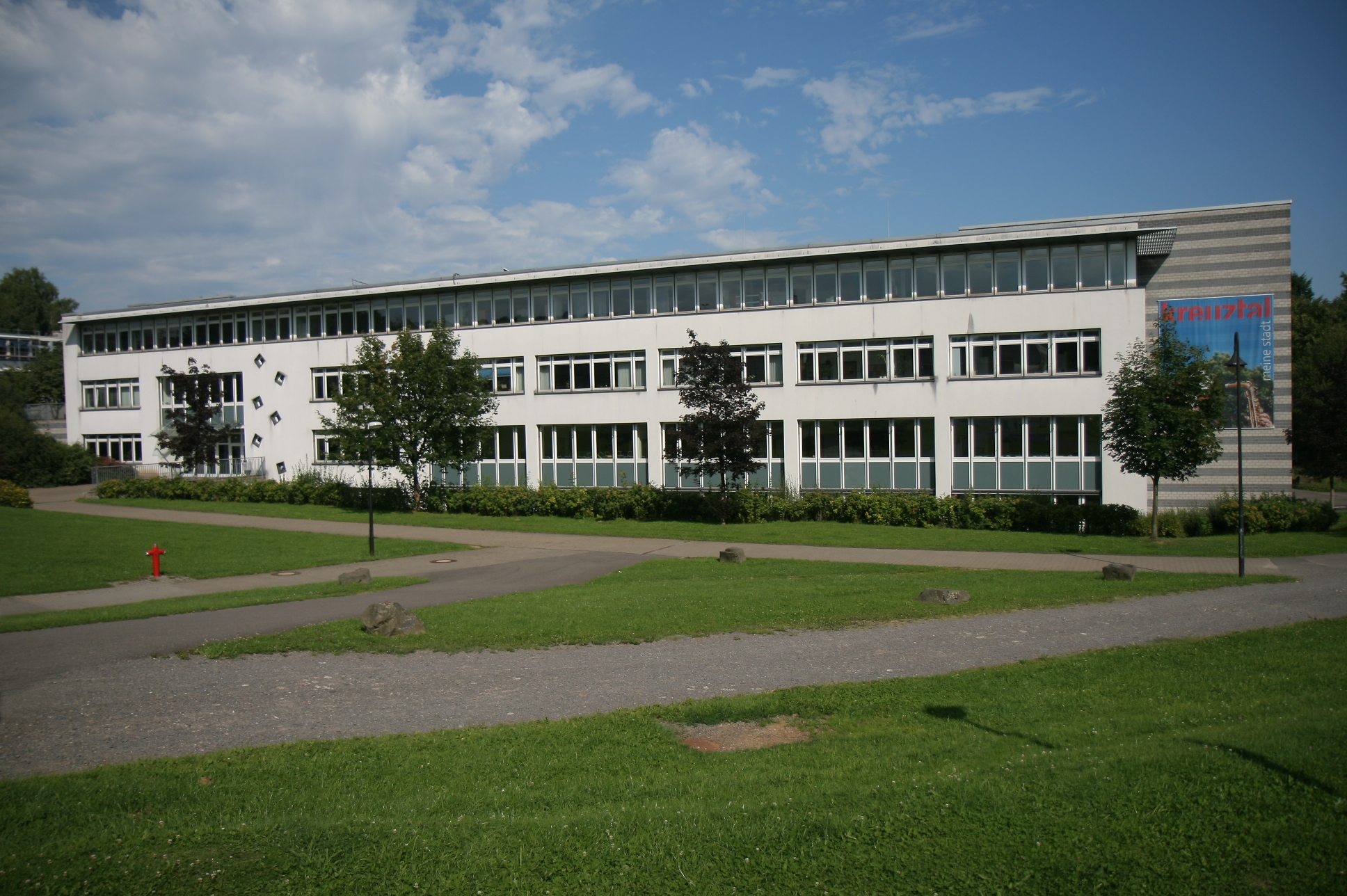
Clara-Schumann-Gesamtschule

### Bibliotheken und Archive
Das Stadtarchiv befindet sich in der Gelben Villa in Dreslers Park.
Die Bibliothek, die sich früher ebenfalls dort befand, ist im Februar 2015 in ein neu gestaltetes Gebäude am „Roten Platz“ umgezogen.

### Weitere Bildungseinrichtungen
- Die Musikschule Kreuztal besteht seit 1980 und bietet ein umfassendes Unterrichtsangebot.
- Die Volkshochschule des Kreises Siegen-Wittgenstein ist mit einer Zweigstelle in Kreuztal vertreten.
- Im Kreuztaler Schulzentrum befinden sich das Städtische Gymnasium Kreuztal, die Ernst-Moritz-Arndt-Realschule, deren Übergabe am 25. Mai 1965 erfolgte[23], und die Clara-Schumann-Gesamtschule. Dem Schulzentrum angeschlossen sind eine Stadthalle, das Stadion Stählerwiese mit Naturrasen sowie eine Dreifach- und eine Zweifachturnhalle.

### Schulen
Die Stadt Kreuztal betreibt aktuell fünf weiterführende Schulen, darunter eine Integrierte Gesamtschule, eine Förderschule und acht Grundschulen.
Unter den aktuell acht Grundschulen finden sich sechs Gemeinschaftsgrundschulen und zwei Bekenntnisschulen.

## Persönlichkeiten

### Ehrenbürger
- Arnold Buch (1969), Bürgermeister
- Lothar Bub, Unternehmer (verliehen 16. März 2002)
- Friedrich Flick (1883–1972), Großindustrieller
- Heinrich Georg (1918–2008), Unternehmer (verliehen 31. Januar 2004)
- Konrad Kaletsch (1898–1978), Industrieller[24]
- Otto Knipp (1969), Bürgermeister
- Wilhelm Müller (1969), Bürgermeister
- Helmut Nölling (2015), Bürgermeister, Träger des Bundesverdienstkreuzes[25]
- Friedrich Schadeberg (1920–2018), Unternehmer (verliehen 16. März 2002)
- Wilhelm Schreiber (?–5. Januar 1977), Bürgermeister, Träger des Bundesverdienstkreuzes[26]
- Gustav Karl Schweisfurth (1928–2016[27][28]), Unternehmer, Eichener Brauerei (verliehen 31. Januar 2004)

### In Kreuztal geborene Persönlichkeiten
- Petrus Pherndorphius oder Peter Segenensis (vor 1480–vor 1547), Humanist und Pädagoge aus Ferndorf
- Gustav Wilhelm Achenbach (1847–1911), evangelischer Pfarrer und Superintendent, in Krombach geboren
- Walther Koenig (1860–1922), in Lohe geborener Jurist, Politiker und Landrat
- Otto van der Haegen (1887–1915), Zeppelin-Kommandant aus Ferndorf
- Hermann Olfe (1884–1969), Industrieller, Vorstand der Gelsenkirchener Bergwerks AG
- Adolf Wurmbach (1891–1968), Schriftsteller aus Littfeld
- Josef Hufnagel (1900–1982), Politiker (MdB)
- Ottilie Kürschner (1915–198?), Kostümbildnerin
- Heinz Solbach (1918–1995), Manager der Montanindustrie aus Eichen
- Eberhard Katz (1928–2002), Opernsänger aus Krombach
- Hans-Arnold Stahlschmidt (1920–1942), Jagdflieger im Zweiten Weltkrieg
- Reinhard Dietze (1954–2007), Turner, Einradfahrer und Diplom-Sportlehrer
- Bernhard Schadeberg (* 1965), Unternehmer
- Volker Bertelmann (* 1966), Komponist und Pianist
- Torsten Truscheit (* 1966), Filmemacher
- Daniel Carlberg (* 1974), Dirigent
- Stefan Schöler (* 1974), Jazzmusiker
- Sandro Abbate (* 1979), Autor und Journalist
- Johannes Winkel (* 1991), Politiker (CDU)
- Lucas Schneider (* 1995), Handballspieler

### Persönlichkeiten, die in Kreuztal gelebt oder gewirkt haben
- Johann Heinrich Jung (1711–1786), Oberbergmeister von Littfeld; Onkel von Johann Heinrich Jung-Stilling
- Karl Friedrich Schenk (1781–1849), Amtsvogt und Autor
- Heinrich Adolf Dresler (1835–1929), Industrieller und Politologe
- Ernst Menne (1869–1927), Chemiker
- Alma Siedhoff-Buscher (1899–1944), Kunsthandwerkerin des Bauhauses Dessau
- Otto Schwarz (1891–1964), Politiker und Bürgermeister von Eichen, Stendenbach und dem Amt Ferndorf
- Konrad Kaletsch (1898–1978), Führungskraft des Flick-Konzerns als Spezialist für Finanzfragen, Wehrwirtschaftsführer und Angeklagter in den Nürnberger Prozessen
- Erich Moning (1902–1967), Politiker
- Erich Kürschner (1911–1977), deutscher Puppenspieler und Bühnenleiter der Hohnsteiner, heiratete am 21. Dezember 1946 Ottilie Würster in Kreuztal
- Herbert Grünewald (1921–2002), Chemiker und Vorstandsvorsitzender
- Karl-Heinz Thomas (1929–2001), Politiker und Bürgermeister von Kreuztal 1981–1994
- Hilmar Selle (1933–2007), Politiker und Bürgermeister von Kreuztal 1975–1981
- Horst Kämpfer (1941–1995), Radrennfahrer
- Rudolf Biermann (1942–2023), Politiker und Bürgermeister von Kreuztal 1999–2009
- Ulrich Langenbach (* 1950), Künstler, mit Atelier in Kreuztal
- Willi Brase (* 1951), SPD-Politiker und Bundestagsabgeordneter, lebt in Littfeld
- Eberhard Stroot (* 1951), Leichtathlet, Olympiateilnehmer, Maler und bildender Künstler
- Detlef Wetzel (* 1952), ehem. erster Vorsitzender der IG Metall, lebt in Ferndorf
- Ulrich Skambraks (* 1954), evangelikaler Journalist
- Annette Besgen (* 1958), Künstlerin mit Atelier in Kreuztal
- Walter Kiß (* 1961), Politiker und Bürgermeister von Kreuztal seit 2009
- Markus Pilz (1962–2014), Rollstuhlleichtathlet
- Gundula Roßbach (* 1964), Präsidentin der Deutsche Rentenversicherung Bund, aufgewachsen in Ferndorf und ausgebildet bei der Stadt Kreuztal
- Dirk Schweisfurth (* 1965), Leichtathlet und Olympiateilnehmer
- Boris Hoppek (* 1970), Graffitikünstler
- Ismail Cilingir (* 1976), Weltmeister im Kick-Boxen[29]
- Thilo Schmidt (* 1976), Hörfunk-Autor und Journalist
- Juliane Sprenger (* 1977), Leichtathletin
- Andreas Kuhl (* 1979), mehrfacher Weltmeister im Ju-Jutsu